# Some Day My Prince Will Come
Some Day My Prince Will Come (gebräuchlich ist auch Someday My Prince Will Come) ist ein Song aus dem Walt-Disney-Zeichentrickfilm Schneewittchen und die sieben Zwerge (Snow White and the Seven Dwarfs, 1937). Die Komposition wurde von Frank Churchill geschrieben; der Text stammt von Larry Morey. Der Song wurde von Adriana Caselotti für die Filmmusik gesungen; sie war die Stimme von Schneewittchen im Film. In der deutschen Fassung aus dem Jahr 1994 lautet der Liedtitel Kommt erst mein Prinz zu mir, gesungen von Alexandra Wilcke.

## Funktion und Kennzeichen des Songs
Frank Churchill und Larry Morey verfassten acht Songs für Disneys Schneewittchen-Film. Some Day My Prince Will Come enthielt nicht nur das am Ende des Films wieder aufgenommene Liebesthema, sondern wird auch sonst für die Hintergrundmusik des Films verwendet. Das Stück ist ein 32-taktiger Walzer, der in der Liedform ABAC verfasst wurde. Nach Hans-Jürgen Schaal ist die Melodie „ein fast wienerischer Schmachtfetzen mit schwärmerisch auffahrenden Terzen, Quarten, Quinten und Sexten.“

## Weitere Interpretationen
Die erste Jazz-Instrumental-Version von Some Day My Prince Will Come dürfte von den Ghetto Swingers aus dem KZ Theresienstadt aus dem Jahr 1943 stammen. Von diesem Konzert berichtet der Autor und Musiker Herbert Thomas Mandl, der dieses Konzert im so genannten Kaffeehaus von Theresienstadt selbst gesehen und gehört hat. Das Konzert hatte ursprünglich den Titel „Musik von Frank Churchill“. Da die Nazis dies als Provokation auffassen konnten, wurde der Titel des Konzerts in „Musik aus dem Film 'Snow White' von Walt Disney“ geändert.
Durch seine Söhne animiert, übernahm der Jazzpianist Dave Brubeck den Song für sein Album Dave Digs Disney. Some Day My Prince Will Come wurde schnell bei Jazzmusikern populär. Weitere Aufnahmen entstanden von Bill Evans, Miles Davis, Oscar Peterson, Herbie Hancock, aber auch mit Barbra Streisand. Besonders herausragt die Aufnahme von 1961 auf dem gleichnamigen Miles Davis-Album mit John Coltrane.
Daneben entstanden zahlreiche instrumentale Aufnahmen, so etwa durch das Boston Pops Orchestra unter der Leitung von Arthur Fiedler (Salute to Disney, 1976) oder – mit Gesang – durch das Cincinnati Pops Orchestra unter der Leitung Erich Kunzel (A Disney Spectacular, 1989).

## Auswahldiskographie
- Leigh Harline, Paul J. Smith, Frank Churchill, Larry Morey: Snow White and the Seven Dwarfs (Victor, 1938)
- Miles Davis: Someday My Prince Will Come (Columbia, 1961)
- Bill Evans: Portrait in Jazz (OJC/Riverside, 1959)
- Bill Evans: Live at Montreux Jazz Festival (Verve, 1968)
- Arthur Fiedler and The Boston Pops Orchestra: Salute to Disney (Decca/PolyGram, 1976)
- Keith Jarrett: Still Live (ECM, 1986)
- Erich Kunzel and the Cincinnati Pops Orchestra: A Disney Spectacular (Telarc, 1989)
- Lucy Diakovska: Ich wart auf dich mein Prinz (2009)